# Championnats du monde juniors de patinage artistique 1991
Navigation
Édition précédente Édition suivante
Les Championnats du monde juniors de patinage artistique 1991 ont lieu du 27 novembre au 2 décembre 1990 au Sportcsarnok de Budapest en Hongrie. 
Ce sont les premiers championnats du monde juniors après la suppression des figures imposées par l'Union internationale de patinage pour les catégories individuelles masculine et féminine.

## Qualifications
Les patineurs sont éligibles à l'épreuve s'ils représentent une nation membre de l'Union internationale de patinage (International Skating Union en anglais) et s'ils ont moins de 19 ans avant le 1er juillet 1990, sauf pour les messieurs qui participent au patinage en couple et à la danse sur glace où l'âge maximum est de 21 ans. Les fédérations nationales sélectionnent leurs patineurs en fonction de leurs propres critères.
Sur la base des résultats des championnats du monde juniors 1990, l'Union internationale de patinage autorise chaque pays à avoir de une à trois inscriptions par discipline. 
Réunifiée le 3 octobre 1990, l'Allemagne a un arrangement spécial en nombre de participants basé sur les résultats de l'Allemagne de l'Ouest et de l'Allemagne de l'Est de l'année précédente. 
| Nombre d'inscriptions                                             | Messieurs                             | Dames                   | Couples                            | Danse sur glace                |
| ----------------------------------------------------------------- | ------------------------------------- | ----------------------- | ---------------------------------- | ------------------------------ |
| 4                                                                 |                                       | Allemagne               |                                    |                                |
| 3                                                                 | Allemagne Union soviétique États-Unis | France Japon États-Unis | Canada Union soviétique États-Unis | Canada France Union soviétique |
| 2                                                                 | Canada France Japon Royaume-Uni       | Union soviétique        | Australie Japon Royaume-Uni Suisse | Pologne Royaume-Uni États-Unis |
| Si non répertorié ci-dessus, une seule inscription est autorisée. |                                       |                         |                                    |                                |

## Podiums
| Épreuves                            | Or                                        | Argent                                  | Bronze                              |
| ----------------------------------- | ----------------------------------------- | --------------------------------------- | ----------------------------------- |
| Messieurs résultats détaillés       | Vasili Eremenko                           | Aleksandr Abt                           | Nicolas Pétorin                     |
| Dames résultats détaillés           | Surya Bonaly                              | Lisa Ervin                              | Chen Lu                             |
| Couples résultats détaillés         | Natalia Krestianinova / Alexei Torchinski | Svetlana Pristav / Viacheslav Tkachenko | Jennifer Heurlin / John Frederiksen |
| Danse sur glace résultats détaillés | Aliki Stergiadu / Juris Razgulajevs       | Marina Morel / Gwendal Peizerat         | Elena Kustarova / Sergei Romashkin  |

## Tableau des médailles
| Rang  | Nation           | Or | Argent | Bronze | Total |
| ----- | ---------------- | -- | ------ | ------ | ----- |
| 1     | Union soviétique | 3  | 2      | 1      | 6     |
| 2     | France           | 1  | 1      | 1      | 3     |
| 3     | États-Unis       | 0  | 1      | 1      | 2     |
| 4     | Chine            | 0  | 0      | 1      | 1     |
| Total | Total            | 4  | 4      | 4      | 12    |

## Détails des compétitions
Pour la saison 1990/1991, les calculs des points se font selon la méthode suivante :
- chez les Messieurs, les Dames et les Couples artistiques (0.5 point par place pour le programme court, 1 point par place pour le programme libre)
- en danse sur glace (0.4 point par place pour les deux danses imposées, 0.6 point par place pour la danse originale, 1 point par place pour la danse libre)

### Messieurs
| 1                                           | Vasili Eremenko     | Union soviétique | 1.5  | 1  | 1  |
| 2                                           | Aleksandr Abt       | Union soviétique | 4.0  | 2  | 3  |
| 3                                           | Nicolas Pétorin     | France           | 4.5  | 5  | 2  |
| 4                                           | Scott Davis         | États-Unis       | 6.0  | 4  | 4  |
| 5                                           | Philippe Candeloro  | France           | 7.5  | 3  | 6  |
| 6                                           | Evgeni Pliuta       | Union soviétique | 8.5  | 7  | 5  |
| 7                                           | Fumihiro Oikawa     | Japon            | 11.0 | 8  | 7  |
| 8                                           | Jan Kannegießer     | Allemagne        | 13.0 | 10 | 8  |
| 9                                           | Ryan Hunka          | États-Unis       | 13.0 | 6  | 10 |
| 10                                          | John Baldwin        | États-Unis       | 13.5 | 9  | 9  |
| 11                                          | Luiz Mariano Taifas | Roumanie         | 18.0 | 12 | 12 |
| 12                                          | Gaku Aiyoshi        | Japon            | 18.5 | 15 | 11 |
| 13                                          | Matthew Powers      | Canada           | 20.5 | 11 | 15 |
| 14                                          | Gilberto Viadana    | Italie           | 21.0 | 14 | 14 |
| 15                                          | Mirko Müller        | Allemagne        | 22.0 | 18 | 13 |
| 16                                          | An Yong-il          | Corée du Nord    | 23.5 | 13 | 17 |
| 17                                          | Michael Tyllesen    | Danemark         | 24.5 | 17 | 16 |
| 18                                          | Lance Vipond        | Canada           | 26.0 | 16 | 18 |
| 19                                          | Li Xiaodong         | Chine            | 29.0 | 20 | 19 |
| 20                                          | Eran Sragowicz      | Allemagne        | 29.5 | 19 | 20 |
| Patineurs éliminés après le programme court |                     |                  |      |    |    |
| 21                                          | Clive Shorten       | Royaume-Uni      |      | 21 | NC |
| 22                                          | Robert Grzegorczyk  | Pologne          |      | 22 | NC |
| 23                                          | Stuart Bell         | Royaume-Uni      |      | 23 | NC |
| 24                                          | Rastislav Vnučko    | Tchécoslovaquie  |      | 24 | NC |
| 25                                          | Markus Leminen      | Finlande         |      | 25 | NC |
| 26                                          | Adam Hart           | Australie        |      | 26 | NC |
| 27                                          | Kim Se-yol          | Corée du Sud     |      | 27 | NC |
| 28                                          | Luka Klasinc        | Yougoslavie      |      | 28 | NC |
| 29                                          | Balázs Grencsér     | Hongrie          |      | 29 | NC |
| 30                                          | Ivan Dinev          | Bulgarie         |      | 30 | NC |
| 31                                          | Sergio Canovas      | Espagne          |      | 31 | NC |

### Dames
| 1                                             | Surya Bonaly              | France           | 1.5  | 1  | 1  |
| 2                                             | Lisa Ervin                | États-Unis       | 4.0  | 2  | 3  |
| 3                                             | Chen Lu                   | Chine            | 5.5  | 7  | 2  |
| 4                                             | Nicole Bobek              | États-Unis       | 6.0  | 4  | 4  |
| 5                                             | Lenka Kulovaná            | Tchécoslovaquie  | 7.5  |    |    |
| 6                                             | Laëtitia Hubert           | France           | 9.0  |    |    |
| 7                                             | Yulia Potapova            | Union soviétique | 11.0 |    |    |
| 8                                             | Susanne Mildenberger      | Allemagne        | 15.5 |    |    |
| 9                                             | Sabrina Tschudi           | Suisse           | 16.0 |    |    |
| 10                                            | Julia Vorobieva           | Union soviétique | 16.5 |    |    |
| 11                                            | Yukiko Kawasaki           | Japon            | 17.5 |    |    |
| 12                                            | Claudia Unger             | Allemagne        | 17.5 |    |    |
| 13                                            | Katja Günther             | Allemagne        | 18.5 |    |    |
| 14                                            | Rena Inoue                | Japon            | 20.0 |    |    |
| 15                                            | Zuzanna Szwed             | Pologne          | 20.0 |    |    |
| 16                                            | Mary Angela Larmer Wilson | Canada           | 22.5 | 13 | 16 |
| 17                                            | Sharon Coulson            | Royaume-Uni      | 23.0 |    |    |
| 18                                            | Sandra Garde              | France           | 26.0 |    |    |
| 19                                            | Emilia Nagy               | Hongrie          | 27.5 |    |    |
| 20                                            | Lee Eun-hee               | Corée du Sud     | 29.0 |    |    |
| Patineuses éliminées après le programme court |                           |                  |      |    |    |
| 21                                            | Melita Juratek            | Yougoslavie      |      | 21 | NC |
| 22                                            | Kaisa Kella               | Finlande         |      | 22 | NC |
| 23                                            | Cathrin Degler            | Allemagne        |      | 23 | NC |
| 24                                            | Miriam Manzano            | Australie        |      | 24 | NC |
| 25                                            | Tsvetelina Abrasheva      | Bulgarie         |      | 25 | NC |
| 26                                            | Mari Kobayashi            | Japon            |      | 26 | NC |
| 27                                            | Melanie Friedreich        | Autriche         |      | 27 | NC |
| 28                                            | Isabelle Balhan           | Belgique         |      | 28 | NC |
| 29                                            | Linda Wallmark            | Suède            |      | 29 | NC |
| 30                                            | Monique van der Velden    | Pays-Bas         |      | 30 | NC |
| 31                                            | Lee Gyong-ok              | Corée du Nord    |      | 31 | NC |
| 32                                            | Alexandra Stamataki       | Grèce            |      | 32 | NC |
| 33                                            | Sarah Badiani             | Italie           |      | 33 | NC |
| 34                                            | Debbie Klestadt           | Luxembourg       |      | 34 | NC |
| 35                                            | Marta Senra               | Espagne          |      | 35 | NC |
| 36                                            | Mayda Navarro             | Mexique          |      | 36 | NC |

### Couples
| Rang | Nom                                            | Nation           | Points | Prog. court | Prog. libre |
| ---- | ---------------------------------------------- | ---------------- | ------ | ----------- | ----------- |
| 1    | Natalia Krestianinova / Alexei Torchinski      | Union soviétique | 1.5    | 1           | 1           |
| 2    | Svetlana Pristav / Viacheslav Tkachenko        | Union soviétique |        |             |             |
| 3    | Jennifer Heurlin / John Frederiksen            | États-Unis       |        |             |             |
| 4    | Oksana Kazakova / Andrei Mokhov                | Union soviétique |        |             |             |
| 5    | Aimee Offner / Brian Helgenberg                | États-Unis       |        |             |             |
| 6    | Nicole Sciarrotta / Gregory Sciarrotta Jr.     | États-Unis       |        |             |             |
| 7    | Caroline Haddad / Jean-Sébastien Fecteau       | Canada           | 10.0   | 6           | 7           |
| 8    | Allison Gaylor / John Robinson                 | Canada           | 12.0   | 8           | 8           |
| 9    | Patricia Cardoso / Jean Francois Cote          | Canada           | 13.5   | 9           | 9           |
| 10   | Beata Szymłowska / Mariusz Siudek              | Pologne          |        |             |             |
| 11   | Xie Maomao / Zhao Hongbo                       | Chine            |        |             |             |
| 12   | Jasmin Schützenmeister / Jan Grüske-Weißenbach | Allemagne        |        |             |             |
| 13   | Go Ok-ran / Kim Gwang-ho                       | Corée du Nord    |        |             |             |
| 14   | Victoria Pearce / Clive Shorten                | Royaume-Uni      |        |             |             |
| 15   | Leslie Monod / Cédric Monod                    | Suisse           |        |             |             |
| 16   | Silvia Martina / Claudio Fico                  | Italie           |        |             |             |

### Danse sur glace
| Rang | Nom                                             | Nation           | Points | Danse imposée 1 | Danse imposée 2 | Danse originale | Danse libre |
| ---- | ----------------------------------------------- | ---------------- | ------ | --------------- | --------------- | --------------- | ----------- |
| 1    | Aliki Stergiadu / Juris Razgulajevs             | Union soviétique | 2.2    | 1               | 2               | 1               | 1           |
| 2    | Marina Morel / Gwendal Peizerat                 | France           | 3.8    | 2               | 1               | 2               | 2           |
| 3    | Elena Kustarova / Sergei Romashkin              | Union soviétique | 6.0    | 3               | 3               | 3               | 3           |
| 4    | Marina Anissina / Ilia Averboukh                | Union soviétique | 8.2    | 4               | 5               | 4               | 4           |
| 5    | Marie-France Dubreuil / Bruno Yvars             | Canada           | 9.8    | 5               | 4               | 5               | 5           |
| 6    | Virginie Vuillemin / Rémi Jacquemard            | France           | 12.8   | 6               | 7               | 7               | 6           |
| 7    | Martine Patenaude / Eric Massé                  | Canada           | 13.0   | 6               | 6               | 6               | 7           |
| 8    | Amélie Dion / Alexandre Alain                   | Canada           | 16.0   | 8               | 8               | 8               | 8           |
| 9    | Kimberley Callahan / Robert Paul                | États-Unis       | 18.0   | 9               | 9               | 9               | 9           |
| 10   | Barbara Fusar-Poli / Matteo Bonfa               | Italie           | 20.0   | 10              | 10              | 10              | 10          |
| 11   | Viera Poráčová / Pavol Poráč                    | Tchécoslovaquie  | 22.4   |                 |                 |                 |             |
| 12   | Agnieszka Domańska / Marcin Głowacki            | Pologne          | 24.2   |                 |                 |                 |             |
| 13   | Noémi Vedres / Endre Szentirmai                 | Hongrie          | 26.2   |                 |                 |                 |             |
| 14   | Laurie Baker / David Kastan                     | États-Unis       | 27.6   |                 |                 |                 |             |
| 15   | Kati Winkler / René Lohse                       | Allemagne        | 29.8   |                 |                 |                 |             |
| 16   | Daria-Larissa Maritczak / Ihor-Andrij Maritczak | Autriche         | 31.8   |                 |                 |                 |             |
| 17   | Lisa Sheehan / Lachlan Coombe                   | Royaume-Uni      | 34.2   |                 |                 |                 |             |
| 18   | Sylvia Rau / Alexander Dworak                   | Allemagne        |        |                 |                 |                 |             |
| 19   | Sylwia Nowak / Sebastian Kolasiński             | Pologne          |        |                 |                 |                 |             |
| 20   | Ryn Aun-ae / Kim Young-ho                       | Corée du Nord    |        |                 |                 |                 |             |